# Керлон
Керло́н Мо́ура Со́уза (порт. Kerlon Moura Souza; 27 января 1988 года, Ипатинга, Минас-Жерайс) — бразильский футболист, полузащитник, завершивший игровую карьеру. Керлон известен обводкой соперников при помощи жонглирования мячом головой.

## Карьера
7 июля 2009 года Керлон подписал трёхлетний контракт с итальянским «Интернационале»; молодой нападающий достался клубу совершенно бесплатно. Два месяца спустя бразильский нападающий на правах аренды стал игроком амстердамского «Аякса»; клуб смог договориться с «Интером» об аренде Керлона до 30 июня 2010 года, а также получил право выкупить футболиста в случае его удачного выступления в команде.
Как сказал главный тренер «Аякса» Мартин Йол: «Я доволен приобретением такого игрока как Керлон. Он показал, что он может быть фантастическим игроком, но в то же время, мы знаем, что он подвергался частым травмам». Йол также отметил, что Керлон будет заниматься в молодёжном составе «Аякса».
Дебютировал Керлон в клубе 30 сентября в товарищеской игре молодёжных команд «Аякса» и «Волендама». В том матче также дебютировал и другой новичок амстердамцев бразилец Зе Эдуардо. Игра завершилась победой подопечных Питера Хёйстры со счётом 2:0. В ноябре Керлон получил серьёзную травму левого колена и выбыл из строя на полгода; 14 ноября в Италии футболисту была сделана операция.
В июле 2011 года Керлон был отдан в аренду в клуб «Насьонал Эспорте».
В августе 2012 перешёл в клуб третьего японского дивизиона «Фудзиэда», существующий в рамках проекта MyFootballClub.

## Достижения
Командные:
- Чемпион Южной Америки (возраст — до 17-ти лет): 2005
- Чемпион штата Минас-Жерайс: 2006

Личные:
- Лучший бомбардир чемпионата Южной Америки (до 17-ти лет): 2005
- Лучший игрок чемпионата Южной Америки (до 17-ти лет): 2005